# Berești-Bistrița
Berești-Bistrița – wieś w Rumunii, w okręgu Bacău, w gminie Berești-Bistrița. W 2011 roku liczyła 1087 mieszkańców.